# Senedd (bâtiment)
Pour les articles homonymes, voir Senedd (homonymie).
Le Senedd (littéralement le « Sénat » ou le « Parlement » en gallois), anciennement surnommé « le bâtiment de l’Assemblée » (de l’anglais Assembly building), est le siège du Parlement gallois.
Situé à Cardiff Bay et à proximité immédiate du bâtiment de Pierhead, il est construit à partir de 2001 et inauguré par Élisabeth II le 1er mars 2006. Le Senedd contient la chambre de délibérations du Parlement (anciennement nommé assemblée nationale), le Siambr (littéralement « la Chambre »), et trois chambres de commissions parlementaires (committee rooms). Le bâtiment, avec Pierhead et Tŷ Hywel, fait partie du domaine du Parlement.

## Situation
Le Senedd est situé à Cardiff Bay.

## Architecture

### Dimension durable
Le Senedd repose sur les concepts d’architecture durable et de techno-architecture.

### Intérieur
La chambre des débats, ou la Siambr (« la Chambre » en français), de configuration circulaire, représente 610 m² de superficie.

## Galerie

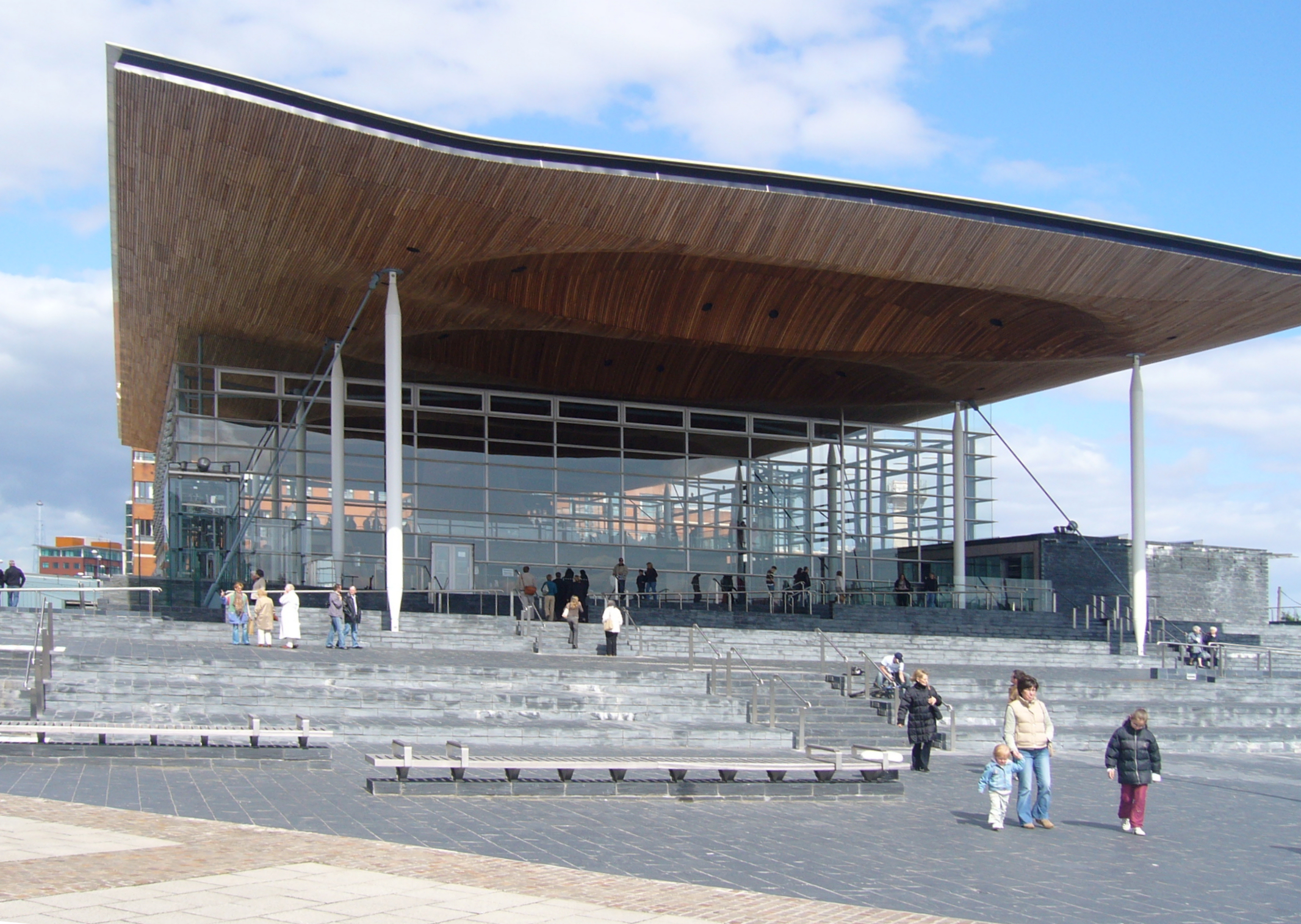
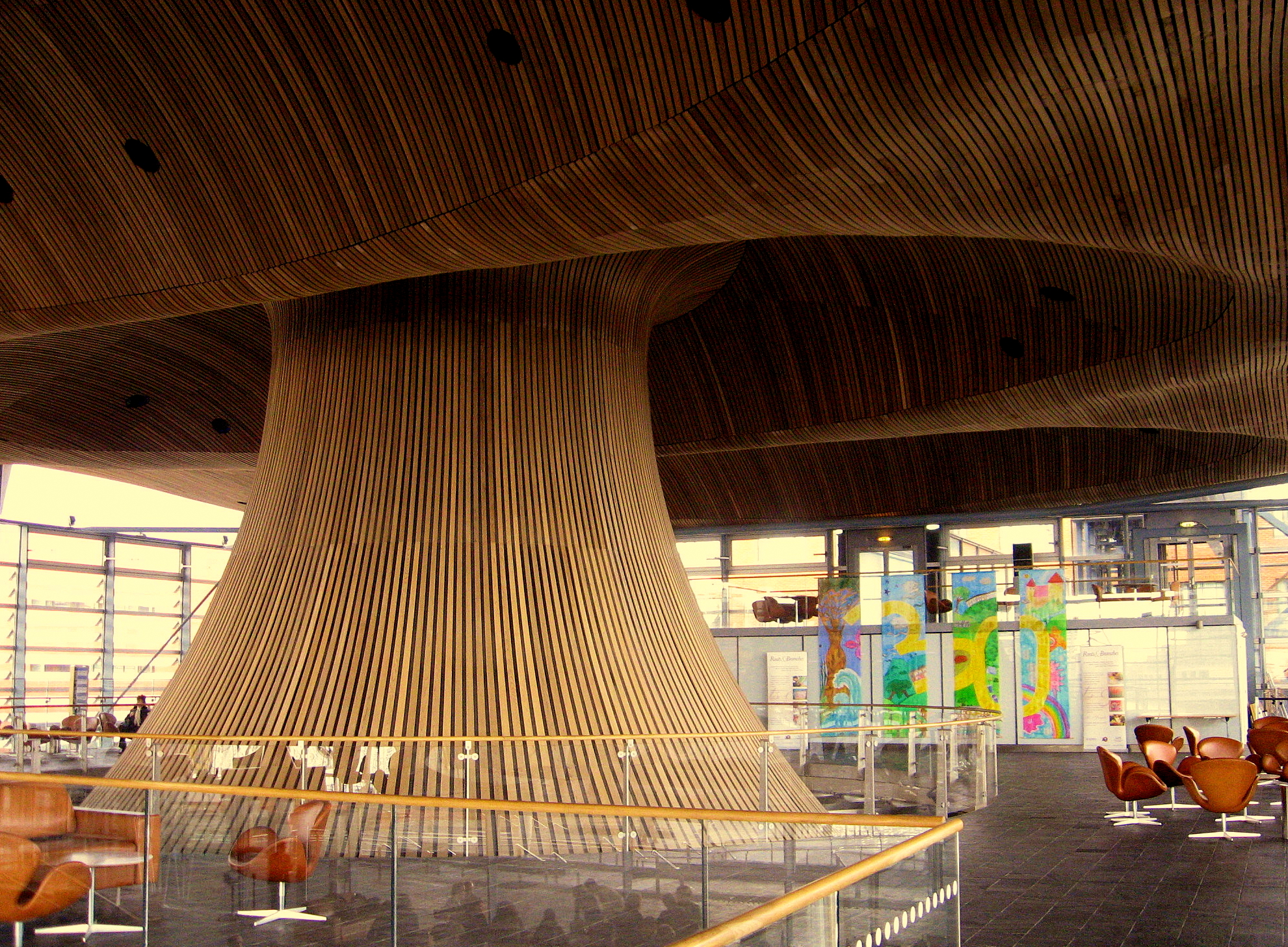
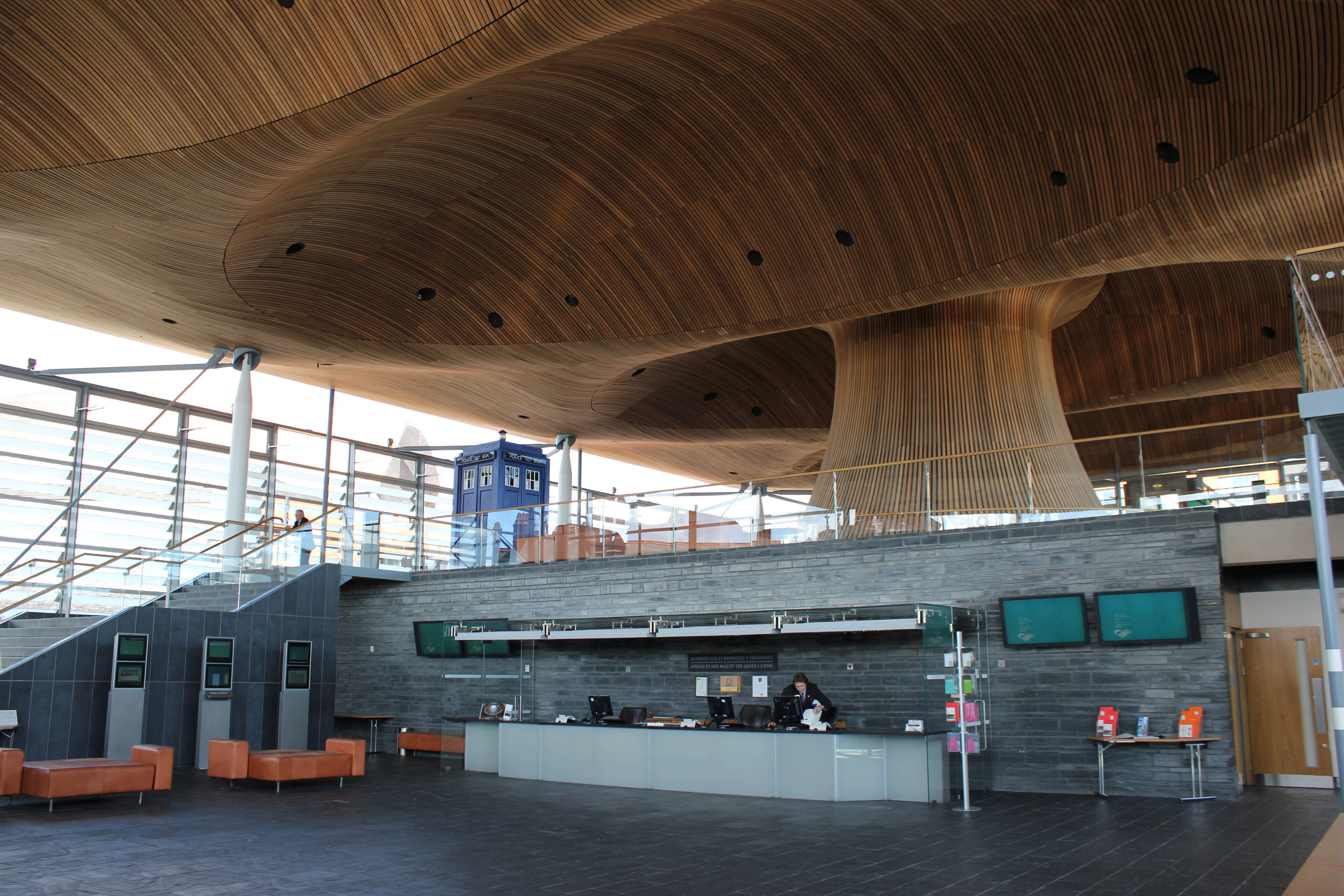
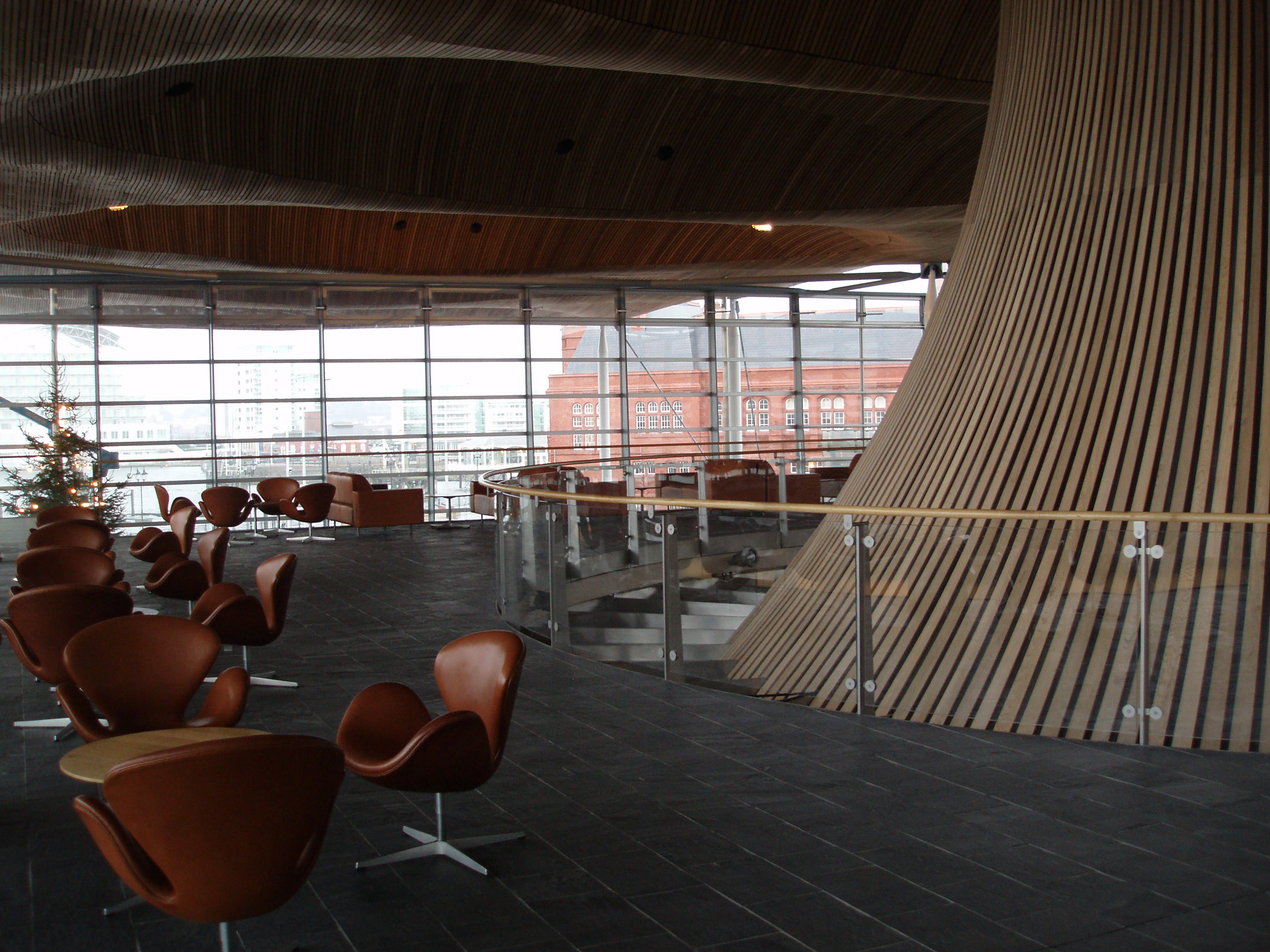
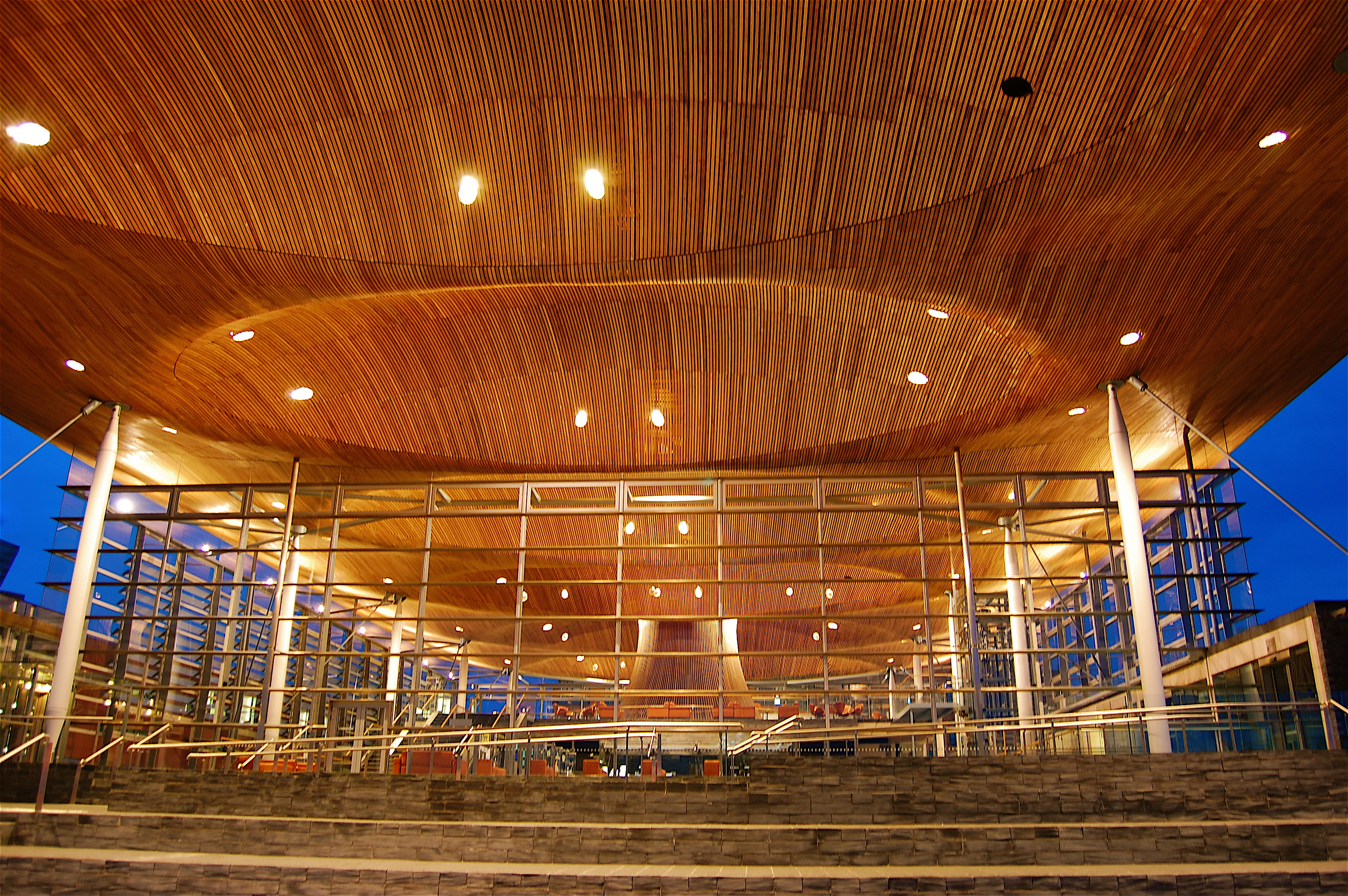